# Morti nel 1985/Settembre
| Questa pagina contiene informazioni ricavate automaticamente dalle voci biografiche con l'ausilio del template Bio e di un bot. L'aggiornamento è periodico e automatico e ricostruisce completamente la pagina. Se manca una persona in questa lista, sei pregato di non aggiungerla, ma accertati piuttosto che la sua voce biografica contenga il template Bio e che i dati anagrafici siano correttamente compilati. Se il template Bio manca, inseriscilo tu stesso o, in alternativa, metti l'avviso {{tmp\|Bio}} che ne segnala la mancanza. Se i dati riportati sono sbagliati, correggi direttamente la voce biografica; le modifiche saranno visibili in questa lista entro pochi giorni. Per chiarimenti vedi il progetto biografie. La lista contiene solo le 107 persone che sono citate nell'enciclopedia e per le quali è stato implementato correttamente il template Bio. Pagina aggiornata al 3 mar 2024. |

- 1º settembre - Stefan Bellof, pilota automobilistico tedesco (n. 1957)
- 1º settembre - Saunders Lewis, poeta, storico e politico gallese (n. 1893)
- 2 settembre - Anna Banti, scrittrice italiana (n. 1895)
- 2 settembre - Gonzalo Güell, avvocato, politico e diplomatico cubano (n. 1895)
- 2 settembre - Bob Kinney, cestista statunitense (n. 1920)
- 2 settembre - Abe Lenstra, calciatore e allenatore di calcio olandese (n. 1920)
- 2 settembre - Rafael Ramos Pérez, ciclista su strada spagnolo (n. 1911)
- 2 settembre - Alex Stevenson, calciatore irlandese (n. 1912)
- 2 settembre - Amos Zanibelli, politico italiano (n. 1925)
- 3 settembre - Jo Jones, batterista statunitense (n. 1911)
- 3 settembre - Dragan Mance, calciatore serbo (n. 1962)
- 3 settembre - Johnny Marks, compositore e paroliere statunitense (n. 1907)
- 4 settembre - Isabel Jeans, attrice inglese (n. 1891)
- 4 settembre - Yvonne Jourjon, paracadutista e aviatrice francese (n. 1899)
- 4 settembre - Costanzo Micci, vescovo cattolico italiano (n. 1918)
- 4 settembre - George O'Brien, attore statunitense (n. 1899)
- 4 settembre - Vasyl' Stus, poeta e attivista ucraino (n. 1938)
- 5 settembre - Gerald Dreyer, pugile sudafricano (n. 1929)
- 5 settembre - Philip M. Morse, fisico statunitense (n. 1903)
- 5 settembre - Mieczysław Mümler, aviatore e militare polacco (n. 1899)
- 5 settembre - Antonino Spinelli, chirurgo e politico italiano (n. 1901)
- 6 settembre - Turi Cariola, poeta italiano (n. 1911)
- 6 settembre - Jane Frazee, attrice statunitense (n. 1915)
- 7 settembre - Franco Ferrara, direttore d'orchestra e compositore italiano (n. 1911)
- 7 settembre - Piera Gatteschi Fondelli, generale italiana (n. 1902)
- 7 settembre - Frank Kinard, giocatore di football americano statunitense (n. 1914)
- 7 settembre - George Polya, matematico ungherese (n. 1887)
- 7 settembre - Rodney Robert Porter, biochimico inglese (n. 1917)
- 7 settembre - Finn Seemann, calciatore norvegese (n. 1944)
- 8 settembre - John Franklin Enders, biologo, batteriologo e virologo statunitense (n. 1897)
- 9 settembre - Alfredo Capitani, scenografo, pubblicitario e pittore italiano (n. 1895)
- 9 settembre - Neil Davis, fotoreporter australiano (n. 1934)
- 9 settembre - Paul Flory, chimico statunitense (n. 1910)
- 9 settembre - Ernesto Ganelli, ingegnere italiano (n. 1901)
- 9 settembre - Antonino Votto, direttore d'orchestra e pianista italiano (n. 1896)
- 10 settembre - Ettore Maria Fizzarotti, regista italiano (n. 1916)
- 10 settembre - Alexa Kenin, attrice statunitense (n. 1962)
- 10 settembre - Ernst Öpik, astronomo e astrofisico estone (n. 1893)
- 10 settembre - Ivanoe Sacchetti, calciatore italiano (n. 1921)
- 10 settembre - Jock Stein, calciatore e allenatore di calcio scozzese (n. 1922)
- 11 settembre - William Alwyn, compositore, direttore d'orchestra e docente britannico (n. 1905)
- 11 settembre - Eleanor Dark, scrittrice australiana (n. 1901)
- 12 settembre - Erminio Bullio, imprenditore italiano (n. 1905)
- 13 settembre - Eedson Burns, generale canadese (n. 1897)
- 13 settembre - Bernardo D'Arezzo, politico italiano (n. 1922)
- 13 settembre - Odhise Paskali, scultore albanese (n. 1903)
- 13 settembre - Augusto Hamann Rademaker Grünewald, ammiraglio e politico brasiliano (n. 1905)
- 13 settembre - Dane Rudhyar, astrologo e compositore francese (n. 1895)
- 13 settembre - Antonio Giuseppe Santagata, pittore e scultore italiano (n. 1888)
- 13 settembre - Muriel Smith, mezzosoprano e attrice statunitense (n. 1923)
- 14 settembre - Julian Beck, attore, regista teatrale e poeta statunitense (n. 1925)
- 14 settembre - John Caldwell Holt, ingegnere, scrittore e pedagogista statunitense (n. 1923)
- 14 settembre - Giuseppe Stammati, educatore e saggista italiano (n. 1916)
- 15 settembre - Wolfgang Abendroth, politologo e giurista tedesco (n. 1906)
- 15 settembre - Bruno Banducci, giocatore di football americano italiano (n. 1921)
- 15 settembre - Cootie Williams, trombettista e cantante statunitense (n. 1911)
- 16 settembre - Giovanni Fortin, presbitero italiano (n. 1909)
- 16 settembre - Dezső Zádor, pianista, organista e direttore d'orchestra ungherese (n. 1912)
- 17 settembre - Trương Thanh Đăng, artista marziale vietnamita (n. 1894)
- 17 settembre - Laura Ashley, stilista, designer e imprenditrice britannica (n. 1925)
- 17 settembre - Carmen Barth, pugile statunitense (n. 1912)
- 17 settembre - Petter Ravn, calciatore norvegese (n. 1908)
- 18 settembre - Ed Don George, wrestler e lottatore statunitense (n. 1905)
- 18 settembre - Gerald Holtom, disegnatore e pacifista britannico (n. 1914)
- 18 settembre - Don Otten, cestista statunitense (n. 1921)
- 18 settembre - Vincenzo Passarelli, ingegnere italiano (n. 1904)
- 19 settembre - Giuseppe Arnoldi, calciatore italiano (n. 1908)
- 19 settembre - Italo Calvino, scrittore e paroliere italiano (n. 1923)
- 19 settembre - Emila Medková, fotografa ceca (n. 1928)
- 20 settembre - Taizō Kawamoto, allenatore di calcio e calciatore giapponese (n. 1914)
- 20 settembre - Ernest Nagel, filosofo statunitense (n. 1901)
- 20 settembre - Guido Secreto, politico italiano (n. 1895)
- 20 settembre - Lotario Vecchi, editore e fumettista italiano (n. 1888)
- 21 settembre - Romain Baron, scrittore francese (n. 1898)
- 22 settembre - Philippe Pottier, calciatore svizzero (n. 1938)
- 22 settembre - Vincenzo Raucci, politico italiano (n. 1924)
- 22 settembre - Axel Springer, giornalista tedesco (n. 1912)
- 23 settembre - Tony Aless, pianista statunitense (n. 1921)
- 23 settembre - Stefan Dembicki, calciatore tedesco (n. 1913)
- 23 settembre - Saturno Meletti, basso-baritono italiano (n. 1906)
- 23 settembre - Giancarlo Siani, giornalista italiano (n. 1959)
- 23 settembre - Mickey Simpson, attore statunitense (n. 1913)
- 24 settembre - Giuseppe Almici, vescovo cattolico italiano (n. 1904)
- 24 settembre - Cor Kools, allenatore di calcio e calciatore olandese (n. 1907)
- 24 settembre - Ron Lewin, allenatore di calcio e calciatore inglese (n. 1920)
- 24 settembre - Paul Mann, attore canadese (n. 1913)
- 24 settembre - Alvaro Marchini, partigiano, imprenditore e gallerista italiano (n. 1916)
- 24 settembre - Antonio Poma, cardinale e arcivescovo cattolico italiano (n. 1910)
- 25 settembre - Oleksandr Pervij, sollevatore sovietico (n. 1960)
- 25 settembre - Checco Rissone, attore italiano (n. 1909)
- 26 settembre - Anton Janda, calciatore austriaco (n. 1904)
- 26 settembre - Zdenko Škreb, storico della letteratura croato (n. 1904)
- 27 settembre - Lloyd Nolan, attore statunitense (n. 1902)
- 28 settembre - L. B. Abbott, artista e effettista statunitense (n. 1908)
- 28 settembre - André Kertész, fotografo ungherese (n. 1894)
- 28 settembre - Zaki Osman, calciatore egiziano
- 29 settembre - Joan Fry, tennista britannica (n. 1909)
- 29 settembre - Arthur Krams, scenografo statunitense (n. 1912)
- 29 settembre - Adelmo Mandolini, pilota motociclistico italiano (n. 1912)
- 29 settembre - Benjamin Markarian, astronomo e astrofisico armeno (n. 1913)
- 30 settembre - Herbert Bayer, artista austriaco (n. 1900)
- 30 settembre - Paul Berlenbach, pugile statunitense (n. 1901)
- 30 settembre - Floyd Crosby, direttore della fotografia statunitense (n. 1899)
- 30 settembre - Bill Fiedler, calciatore statunitense (n. 1910)
- 30 settembre - Charles Francis Richter, fisico e sismologo statunitense (n. 1900)
- 30 settembre - Simone Signoret, attrice e scrittrice francese (n. 1921)
- 30 settembre - Carlo de Ferrariis Salzano, diplomatico italiano (n. 1905)